# Flaherty Island
Flaherty Island ist die Hauptinsel der Belcher Islands im südöstlichen Teil der Hudson Bay. Sie gehört politisch zur Qikiqtaaluk-Region des kanadischen Territoriums Nunavut. Flaherty Island hat eine Fläche von 1585 km².
Die Insel erreicht im Nordosten an mehreren Stellen Höhen von mehr als 100 Metern. Die kleine Inuit-Gemeinde von Sanikiluaq liegt an der Nordküste von Flaherty Island und ist der südlichste Ort in Nunavut.
Flaherty Island ist zu Ehren des Anthropologen und Dokumentarfilmers Robert J. Flaherty benannt, der die Belcher-Inseln 1913 bis 1914 auf der Suche nach Eisenerz erforschte.